# 아르니 나지라
아르니 나지라(말레이어: Arni Nazira)는 말레이시아의 가수, 배우이다. 본명은 아르니 나지라 안와르(Arni Nazira Anuar)이다.
1996년 가수로 데뷔했으며, 이듬해 유일한 앨범인 <Cinta Antara Benua>를 발매했다. 이 앨범을 통해 제5차 음악산업 시상식에서 최고의 신인 여가수로 선정되었다.
추후 1998년 영화 <Nafas Cinta>와 1999년 <Bara>에 출연하며 배우로 활동한 뒤 은퇴하였다.

## 결혼
1998년 12월 10일 틀룩바루(파항 주 쿠안탄 시 탄중룸푸르)에서 락 가수 겸 배우인 아위와 결혼하였으며, 2000년과 2002년 각각 두 명의 아이를 낳았다. 그러나 아위가 2005년 태국에서 로자나 미스분(배우 할리자 미스분의 딸)과 결혼한 사실이 밝혀졌으며, 2006년 10월 16일 이혼했다. 그 후 2009년 학교 동창인 완 모하마드 하즈리에 완 모흐타르와 결혼했으며, 현재 세 명의 아이와 살아가고 있다.

## 활동

### 음반
- <Cinta Antara Benua> (1997)

### 출연 영화
- <Nafas Cinta> (1998)
- <Bara> (1999)